# مقاطعة مراغة
مقاطعة مراغة (بالفارسية: شهرستان مراغه) هي إحدى مقاطعات محافظة أذربيجان الشرقية في إيران. عاصمة المقاطعة هي مراغة. حسب تعداد 2006، بلغ عدد السكان 227,635 نسمة في 57,612 عائلة.